# 280 (số)
280 (hai trăm tám mươi) là một số tự nhiên ngay sau 279 và ngay trước 281.